# Al-Muhafazat al-Dżanubijja
Al-Muhafazat al-Dżanubijja (arab. المحافظة الجنوبية) – jedna z 4 muhafaz w Bahrajnie, największa, ale jednocześnie najmniej ludna. Od północy graniczy z muhafazami al-Asima i asz-Szimalijja, a od wschodu, południa i zachodu ma dostęp do Zatoki Perskiej. Po zmianach w podziale administracyjnym w 2014 zostało przyłączone do niej część terytorium zniesionej muhafazy al-Wusta. Obejmuje wiele terenów pustynnych i nieużytków na południu wyspy Al-Bahrajn; ma najmniejszy dochód per capita ze wszystkich muhafaz. W jego skład wchodzą także liczne wyspy, w tym archipelag Hawar.
Muhafizem jest Asz-Szajch Abd Allah ibn Raszid Al Chalifa, członek rodziny królewskiej.

## Demografia
Według spisu ludności przeprowadzonego w 2018 muhafazę zamieszkiwały 309 426 osoby.